# Vasile-Ionel Hedea
Vasile-Ionel Hedea (născut la data de 25 mai 1957) este un fost  deputat român în legislatura 1990-1992, ales în județul Bihor pe listele partidului FSN. În cadrul activității sale parlamentare, Vasile-Ion Hedea a fost membru în grupurile parlamentare de prietenie cu Republica Portugheză, Republica Federală Germania, Republica Bulgaria, Republica Italiană, Canada, Republica Libaneză și Republica Coreea. 